# متحف الطيران الجنوبي

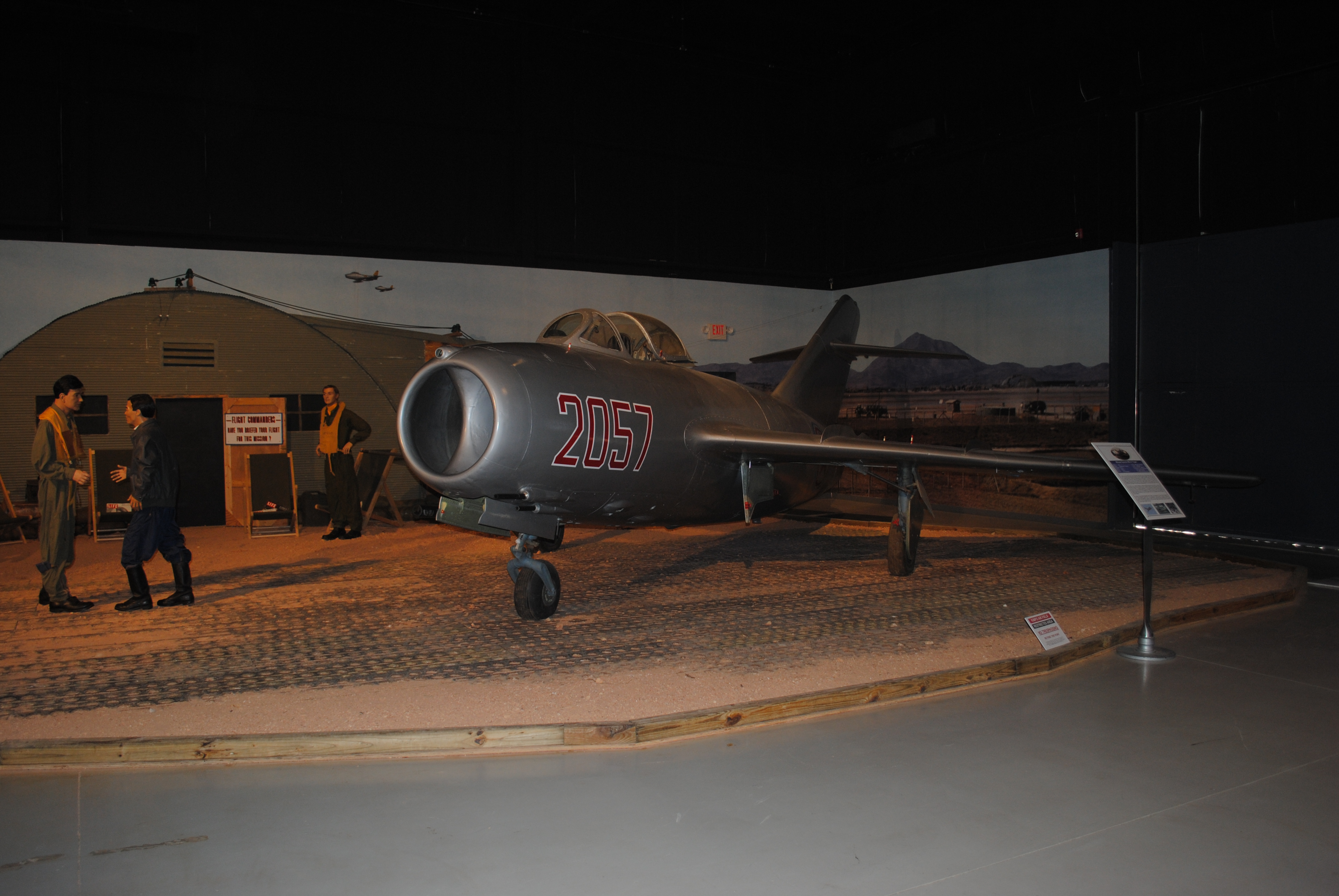
صورة من داخل المتحف

متحف الطيران الجنوبي هو أحد متاحف الطيران المدني في مدينة بيرمنجهام في ولاية آلاباما، بالولايات المتحدة الأمريكية. ويتضمن المتحف ما يقرب من 100 طائرة تقريبا، بالإضافة إلى المحركات والمكائن، ونماذج الطائرات والصور الفوتوغرافية وغيرها. بالإضافة إلى ذلك، يعتبر متحف الطيران الجنوبي الموطن الخاص بقاعة آلاباما للطيران والتي توضح تاريخ الطيران في ولاية آلاباما من خلال السيرة الذاتية المجمعة. [بحاجة لمصدر]
يقوم المتحف بعرض مجموعة متميزة من الطائرات والتي تتضمن طائرات الاخوان رايت (رايت فلاير)، الطائرات التي تم تصميمها من جانب كيرتس بوشر ، فوكر – دي السابع، وآلكسندر إيجلروك، والطائرة الشبح فانتوم ف – 4 ، وسابر ف- 86 ، وكوبرا إيه إتش – 1 ، بالإضافة إلى طائرات الميج الروسية الصنع، وطائرات التجسس إيه 12 بلاكبيرد، وطائرات ب – 25 ميتشل المعروفة باسم ليك موراي علاوة على الطائرات التجريبية.
كانت الطائرة ليك موراي ب – 25 سي ميتشل قد تحطمت في ولاية كارولينا الجنوبية خلال إحدى الطلعات التدريبية عام 1943م، حيث توقف المحرك الأيمن للطائرة عن العمل أثناء التحطم، إلا أن طاقم الطائرة تمكن من النجاة قبل أن تغرق لعمق قدره 150 قدم (أي ما يعادل 46 متر) في بحيرة موراي. وقد أصبحت الطائرة من بين مواقع الغوص المتعارف عليها فيما بين الغواصين المحليين المحترفين وذلك إلى أن تم رفع الحطام وانقاض الطائرة من البحيرة في شهر سبتمبر من عام 2005. وقد ترأس المشروع د. بوب سيجلر ، بالتعاون والتنسيق مع جون هودج ، د / بيل فارتوريلا ، حيث قاموا بتشكيل مشروع  لاسترداد حطام الطائرة ب – 25 من بحيرة موراي (ليك موراي) وإنقاذ الطائرة من قاع بحيرة موراي( وهي عبارة عن خزان مائي في ولاية كارولينا الجنوبية).
عقب استعادة بقايا الطائرة الغارقة، تم نقلها إلى متحف الطائرات الجنوبي في مدينة بيرمنجهام بولاية آلاباما وذلك للحفظ والعرض في المتحف. وقد قام أحد الأطقم الفنية التي تتضمن خبراء التسجيل المرئي من شركة ناويليس للإنتاج الوثائقي بتوثيق عملية الاسترداد في مسلسل ميجا موفرز والتي تم عرضه على قناة التاريخ.
كما تم في معرض دايوراما عرض قائدي الطائرات المشهورين في تاسكيجي بولاية آلاباما، وكذلك معرض الطائرات الحربية الكورية، ومعرض الطائرات المروحية العسكرية المستخدمة في حرب فيتنام.
هذا ومن المقرر قيام المتحف بإعادة فتح ابوابه أمام الجمهور في منتزه جراند ريفر تكنولوجي عام 2021 أو 2022.    